# Лінкоміцин
Лінкоміцин — природний антибіотик з групи лінкозамідів для перорального і парентерального застосування. Вироблення препарату передбачає використання продуктів життєдіяльності Streptomyces lincolniensis.

## Фармакологічні властивості
Лінкоміцин — природний антибіотик з групи лінкозамідів, що діє бактеріостатично, порушуючи синтез білка в бактеріальних клітинах. Лінкоміцин застосовується перорально і парентерально. Препарат має обмежений спектр антибактеріальної дії. До лінкоміцину чутливими є стафілококи, стрептококи, в тому числі пневмококи, а також анаеробні мікроорганізми — клостридії, пептококи, пептострептококи, фузобактерії, пропіонобактерії, Bacteroides , Actinomyces. Хоча in vitro лінкоміцин малоактивний до шиґел, в просвіті кишечника ефективність антибіотика значно збільшується у зв'язку з дуже високою концентрацією препарату (3000-7000 мкг/г випорожнень). До препарату нечутливі більшість грамнегативних аеробних мікроорганізмів.

### Фармакодинаміка
При пероральному введенні лінкоміцин швидко всмоктується, біодоступність при прийомі всередину становить 20-33 %. Максимальна концентрація в крові досягається протягом 2-4 годин при пероральному прийомі і 30-60 хвилин при парентеральному введенні. Високі концентрації препарату створюються в перитонеальній, плевральній рідинах, в кістках, м'яких тканинах. Лінкоміцин погано проходить через гематоенцефалічний бар'єр, при менінгіті рівень антибіотику в лікворі підвищується. Лінкоміцин проходить через плацентарний бар'єр, виділяється в грудне молоко. Метаболізується препарат в печінці. Виводиться лінкоміцин з організму переважно з сечею, при пероральному прийомі близько 33 % препарату виводиться з калом в незміненому вигляді. Період напіввиведення препарату становить 4-6 годин, при печінковій або нирковій недостатності цей час збільшується.

## Показання до застосування
Лінкоміцин показаний при інфекціях, які спричинюють чутливі до препарату збудники — при інфекції ЛОР-органів (тонзиліт, фарингіт, отити, мастоїдіт, синусити), хвороби нижніх дихальних шляхів (бронхіти, пневмонії), фурункульоз, абсцеси, імпетиго, вугри, інфекції кісток і суглобів (включаючи гнійний артрит і остеомієліт), септицемія, бактеріальний ендокардит, лімфаденіт, мастит, гангрена шкіри, бешиха, скарлатина, шигельоз, дифтерія. Лінкоміцин застосовується також у стоматології при гнійних та запальних захворюваннях ротової порожнини, нориць, абсцесів, остеомієліті кісток лицьового черепу, із профілактичною метою після екстракції зуба.

## Побічна дія
Лінкоміцин є малотоксичним антибіотиком і при його застосуванні побічні ефекти спостерігаються нечасто, переважно при тривалому застосуванні та при застосуванні у великих дозах:
- Алергічні реакції — свербіж шкіри, висипання на шкірі, кропив'янка; рідко сироваткова хвороба, набряк Квінке, синдром Стівенса-Джонсона, синдром Лаєлла, анафілактичний шок.
- З боку травної системи — нудота, блювання, печія, біль у животі, діарея; рідко псевдомембранозний коліт, кандидоз ротової порожнини, стоматит, глосит, свербіж ануса, жовтяниця.
- З боку нервової системи — головний біль, запаморочення, шум у вухах.
- З боку серцево-судинної системи — тахікардія, гіпотонія, при швидкому внутрішньовенному введенні — розслаблення скелетної мускулатури з кардіопульмональним шоком.
- З боку сечовидільної системи — протеїнурія, олігурія, ниркова недостатність.
- Зміни в лабораторних аналізах — нейтропенія, лейкопенія; рідко агранулоцитоз, тромбоцитопенія, апластична анемія, панцитопенія, збільшення рівня креатиніну і сечовини в крові, протеїнурія, збільшення рівня білірубіну в крові, підвищення активності амінотрансфераз у крові.
- Місцеві реакції — затвердіння, болючість, гіперемія, свербіж, утворення стерильного абсцесу при внутрішньом'язовому введенні; тромбофлебіт при внутрішньовенному введенні.

## Протипоказання
Лінкоміцин протипоказаний при підвищеній чутливості до лінкозамідів, міастенії, тяжких грибкових захворюваннях шкіри, при тяжкій печінковій або нирковій недостатності, дітям віком до 1 місяця. Під час лікування лінкоміцином рекомендується припинити годування грудьми. З обережністю застосовувати під час вагітності.

## Форми випуску
Лінкоміцин випускається у вигляді ампул по 1 і 2 мл 30 % розчину; порошку в флаконах для ін'єкцій по 0,5 г; желатинових капсул по 0,25 та 0,5 г.
В Росії - 2 % мазь у тубах по 15, 25 та 30 г, гемостатична гумка для стоматології з лінкоміцином.
Лінкоміцин випускався також у вигляді плівки для місцевого застосування у стоматології.

## Застосування у ветеринарії
Лінкоміцин застосовується у ветеринарії для лікування інфекцій, викликаних чутливими до препарату збудниками, у свиней, телят, собак, котів. Препарат випускається для ветеринарного застосування у вигляді 10 % розчину в флаконах по 5, 10, 20 і 100 мл; таблеток по 200 та 500 мг; а також у вигляді порошку для перорального застосування у суміші із спектиноміцином.